# 肯德瓦縣
肯德瓦縣是印度的一個縣，位於該國中部，由中央邦負責管轄，面積6,206平方公里，識字率為67.53%，人口在2001至2011年期間增長21.44%，2011年人口1,309,443，人口密度每平方公里211人。
21°49′48″N 76°20′24″E / 21.83000°N 76.34000°E